# Modest Casanovas i Romeu
Modest Casanovas i Romeu (Lavern, 1859 - Sant Sadurní, 1926) fou un polític català, membre d'una destacada família (Cal Milà) originària de Subirats. Va ser, a més d'un dels principals propietaris locals del Penedès, alcalde de Sant Sadurní d'Anoia en dues ocasions, breument el 1891, i de nou entre 1910 i 1914. Va fer part del grup d'importants propietaris anomenats irònicament els Set Savis de Grècia que van dirigir la lluita contra la fil·loxera i les seves conseqüències, quan a les acaballes del segle xix aquesta plaga va arruïnar la viticultura penedesenca, catalana i espanyola.
Casat amb Júlia Maristany i Oliver, és el pare de Joan Casanovas i Maristany, cofundador d'Esquerra Republicana de Catalunya i segon president del Parlament de Catalunya.